# 매기 해선
마거릿 "매기" 해선(영어: Margaret "Maggie" Hassan, 1958년 2월 27일 ~ )은 미국의 정치인이다. 민주당 소속으로 뉴햄프셔 주의회 상원의원을 역임한 후 2012년에 뉴햄프셔 주지사에 당선되었다. 이후 2014년에 재선에 성공했으며 2016년에 치러진 연방 상원의원 선거에서 공화당 현역의 켈리 에이욧 현 의원을 0.1% 차로 꺾고 당선되었다.

## 역대 선거 결과
| 선거명      | 직책명                     | 대수  | 정당   | 득표율 | 득표수    | 결과 | 당락                     |
| ----------- | -------------------------- | ----- | ------ | ------ | --------- | ---- | ------------------------ |
| 2002년 선거 | 상원의원 (뉴햄프셔 제23부) | 158대 | 민주당 | 45.97% | 9,067표   | 2위  | 낙선                     |
| 2004년 선거 | 상원의원 (뉴햄프셔 제23부) | 159대 | 민주당 | 51.96% | 15,201표  | 1위  | 뉴햄프셔 주의원 당선     |
| 2006년 선거 | 상원의원 (뉴햄프셔 제23부) | 160대 | 민주당 | 60.12% | 10,566표  | 1위  | 뉴햄프셔 주의원 당선     |
| 2008년 선거 | 상원의원 (뉴햄프셔 제23부) | 161대 | 민주당 | 57.18% | 17,212표  | 1위  | 뉴햄프셔 주의원 당선     |
| 2010년 선거 | 상원의원 (뉴햄프셔 제23부) | 162대 | 민주당 | 46.62% | 9,606표   | 2위  | 낙선                     |
| 2012년 선거 | 뉴햄프셔의 주지사          | 81대  | 민주당 | 54.61% | 378,934표 | 1위  | 뉴햄프셔 주지사 당선     |
| 2014년 선거 | 뉴햄프셔의 주지사          | 81대  | 민주당 | 52.38% | 254,666표 | 1위  | 뉴햄프셔 주지사 당선     |
| 2016년 선거 | 상원의원 (뉴햄프셔 제3부)  | 115대 | 민주당 | 47.98% | 354,649표 | 1위  | 뉴햄프셔주 상원의원 당선 |
| 2022년 선거 | 상원의원 (뉴햄프셔 제3부)  | 118대 | 민주당 | 53.50% | 332,193표 | 1위  | 뉴햄프셔주 상원의원 당선 |